# Трес Кантос
Трес Кантос (шп. Tres Cantos) град је у Шпанији у аутономној заједници Заједница Мадрид. Према процени из 2017. у граду је живело 44 764 становника.

## Становништво
Према процени, у граду је 2017. живело 44 764 становника.
| 2001.  | 2010.  | 2017.  |
| ------ | ------ | ------ |
| 36.598 | 41.147 | 44.764 |

## Партнерски градови
- Сержи
- Сен Манде